# Минетти, Бернхард
Бе́рнхард Мине́тти (нем. Bernhard Theodor Henry Minetti; 26 января 1905, Киль — 12 октября 1998, Берлин) — немецкий актёр театра и кино.

## Биография
Из семьи итальянских эмигрантов. Изучал германистику и театроведение в Мюнхене. С начала 1920-х выступал на сцене, с 1931 года снимался в кино. Работал в провинциальных театрах — в Гере и Дармштадте, в 1930—1945 годах — в Берлинском государственном театре. В годы нацизма снимался в пропагандистских лентах. После войны работал в театрах Киля, Гамбурга, Франкфурта, Дюссельдорфа, с 1965 — в Театре Шиллера в Западном Берлине, выступал также на других западноберлинских и западногерманских сценах.
В 1974 году познакомился с Томасом Бернхардом, который чрезвычайно высоко оценил искусство актёра и написал для него несколько ролей, в том числе — заглавную роль в драме «Минетти» (1976), поставленную в 1977 в Штутгарте, Клаусом Пайманом). Помимо классического и романтического репертуара — У. Шекспира, Мольера, Г. Э. Лессинга, И. В. Гёте, Ф. Шиллера, Г. Клейста, Г. Бюхнер), выступал в пьесах К. Цукмайера, Л. Пиранделло, Ж. Жене, С. Беккета, Хайнера Мюллера и др. Активно снимался на телевидении. Автор мемуаров — «Воспоминания актёра» (1985).
Дети — актёры Ханс-Петер Минетти (1926—2006) и Дженнифер Минетти (1940—2011).

## Избранная фильмография
- 1931: Убийца Дмитрий Карамазов / Der Mörder Dimitri Karamasoff (Фёдор Оцеп) — Иван Карамазов
- 1931: Берлин-Александерплац (Пиль Ютци)
- 1938: Тайный знак ЛБ 17 (Виктор Туржанский)
- 1939: Бессмертное сердце (Файт Харлан)
- 1954: Долина (Лени Рифеншталь)
- 1966: Оно (Ульрих Шамони)
- 1970: Нас двое (Ульрих Шамони)
- 1977: Женщина-левша (Петер Хандке)

## Признание
Берлинская художественная премия (1973), премия Немецкой критики (1974), Берлинская театральная премия и итальянская премия Пиранделло (обе — 1994) и др. награды.
В 2008 году в Бохуме учреждена театральная премия Бернхарда Минетти, одна из крупнейших в Германии.